# Psychotria colnettiana
Psychotria colnettiana är en måreväxtart som beskrevs av André Guillaumin. Psychotria colnettiana ingår i släktet Psychotria och familjen måreväxter. Inga underarter finns listade i Catalogue of Life.